# Нил Џенкинс
Нил Џенкинс (енгл. Neil Jenkins; 8. јул 1971) бивши је велшански рагбиста и рекордер по броју постигнутих поена за "Змајеве" (Рагби јунион репрезентација Велса) са 1049 постигнутих поена.

## Биографија
Висок 178 цм, тежак 86 кг, Џенкинс је у каријери играо за екипе Понтиприд РФК, Кардиф РФК и Келтик Вориорс. За репрезентацију Велса је одиграо 87 тест мечева, а за лавове (Британски и ирски лавови) је одиграо 4 утакмице и постигао 41 поен.